# Sart-Custinne
Sart-Custinne (wa. Li Sårt-Custene) – dzielnica (section) gminy Gedinne w Belgii, w Regionie Walońskim, w prowincji Namur, w okręgu Dinant. 1 stycznia 2020 roku liczyła 167 mieszkańców. Do 31 grudnia 1976 r. samodzielna gmina. 

## Demografia
Liczba mieszkańców, stan na 1 stycznia:
| Rok                | 1930 | 1947 | 1961 | 2020 |
| ------------------ | ---- | ---- | ---- | ---- |
| Liczba mieszkańców | 222  | 242  | 182  | 167  |